# 카바세펨

카바세펨 항생제의 일종인 로라카베프

카바세펨(Carbacephems)은 합성 항생제의 한 그룹으로, 세팔로스포린 구조인 세펨을 기본으로 한다. 카바세펨은 세펨과 유사하지만, 탄소 원자가 황 원자로 대체되어 있다.
세균의 세포벽 합성을 억제해 작용한다.